# Арбузов, Андрей Борисович
Андре́й Бори́сович Арбу́зов (род. 30 июня 1967 года, гор. Протвино) — российский физик-теоретик, специалист в области квантовой теории поля, физики высоких энергий, физики элементарных частиц.
Начальник сектора № 5 Лаборатории теоретической физики имени Н. Н. Боголюбова Объединённого института ядерных исследований (ОИЯИ). Доктор физико-математических наук (2011), профессор РАН (2016).

## Биография
Андрей Борисович Арбузов родился в Протвино 30 июня 1967 года. Отец — физик-теоретик Борис Андреевич Арбузов.

### Образование
- 1984 год — окончил среднюю школу и поступил на физический факультет МГУ имени М. В. Ломоносова.
- 1992 год — окончил с отличием физический факультет МГУ (кафедра квантовой статистики и теории поля)[3].

### Научная степень
- 2011 год — в ИЯИ РАН защитил диссертацию на соискание учёной степени доктора физико-математических наук. Тема — «Ведущее и следующее за ведущим логарифмические приближения в КЭД», специальность — «теоретическая физика»[4].
- 1996 год — в ОИЯИ под научным руководством Э. А. Кураева защитил диссертацию на соискание учёной степени кандидата физико-математических наук. Тема — «Эффекты радиационных поправок в бета-распаде пиона и электрон-позитронных столкновений при высоких энергиях», специальность — «теоретическая физика»[5].

### Научное звание
- Почётное учёное звание — профессор РАН (2016)[6].

### Служба в армии
- С 1985 по 1987 год (в тот период отсрочка студентам от призыва была отменена) — срочная служба в рядах Советской Армии.

### Работа
- С 1992 года — работа в ОИЯИ (город Дубна), в Лаборатории теоретической физики имени Н. Н. Боголюбова.
- Начальник сектора № 5 Лаборатории теоретической физики имени Н. Н. Боголюбова (ОИЯИ).
- Эксперт РАН[1].
- Профессор кафедры фундаментальных и прикладных проблем физики микромира МФТИ в ОИЯИ[7].
- Профессор Международного университета природы, общества и человека «Дубна»[8].
- Член диссертационного совета «Д 720.001.01» в Объединённом институте ядерных исследований[9].
- Член редакционной коллегии (ответственный секретарь) журнала «Физика элементарных частиц и атомного ядра»[10].

## Научные интересы, достижения
Сфера профессиональных интересов А. Б. Арбузова — квантовая теория поля, феноменология физики высоких энергий, стандартная модель физики элементарных частиц, радиационные поправки, космология, квантовая гравитация.
При его участии получили развитие высокоточные методы описания взаимодействий элементарных частиц. Был предложен и обоснован метод радиационного возвращения, позволяющий осуществлять эффективное сканирование по энергии сечений процессов на электрон-позитронных коллайдерах. Результаты использовались при анализе данных многих экспериментов, включая HERA, ВЭПП-2М и ВЭПП-2000, LEP и LHC.

## Научные публикации
- В базе данных inSPIRE
- В базе данных Scopus
- В базе данных Google Scholar
- В базе данных РИНЦ

## Общественная позиция
В феврале 2022 подписал открытое письмо российских учёных и научных журналистов с осуждением вторжения России на Украину и призывом вывести российские войска с украинской территории.